# Блендер (Ферден)
Блендер (нем. Blender) — община в Германии, в земле Нижняя Саксония.
Входит в состав района Ферден. Подчиняется управлению Тедингхаузен. Население составляет 2894 человека (на 31 декабря 2010 года). Занимает площадь 38,31 км².